# Jozef Banáš
Jozef Banáš (* 27. září 1948 Bratislava) je slovenský prozaik, dramatik, diplomat a politik.

## Život

### Profesionální a politická kariéra
- 1972 – absolvoval Vysokou školu ekonomickou v Bratislavě, obor zahraniční obchod
- 1973–1976 – Chirana Export Piešťany, obchodní referent
- 1977–1992 – Federální ministerstvo zahraničí, Praha
- 1983–1988 – velvyslanectví Berlín, NDR, tiskový atašé
- 1990–1992 – velvyslanectví Vídeň, zástupce velvyslance
- 1992 – Raiffeisenleasing Vídeň
- 1993–1994 – Tatraleasing Bratislava, ředitel
- 1994–2001 – Slovak International Tabak, ředitel průmyslové politiky
- 2001–2002 – Aliancia nového občana (ANO), generální sekretář
- 2002–2006 – poslanec Národní rady zvolený ve volbách za ANO. Byl místopředsedou výboru pro evropskou integraci, členem výboru pro obranu a bezpečnost a Stálé delegace NR SR při parlamentním shromáždění Rady Evropy a členem zahraničního výboru NR  SR a vedoucím stálé delegace NR SR při Parlamentním shromáždění NATO.
- 2003 – viceprezident parlamentního shromáždění Rady Evropy
- 23. února 2004 – poté, co se nestal lídrem na kandidátce ANO do voleb do Evropského parlamentu, oznámil, že vystupuje z ANO a bude působit v Národní radě jako nezávislý poslanec.
- 1. června 2004 – vstoupil do poslaneckého klubu SDKÚ.
- 17. srpna 2004 – vstoupil do SDKÚ.
- 11. listopadu 2004 – v Benátkách zvolen jako první Slovák na post viceprezidenta Parlamentního shromáždění NATO.

### Spolupráce sStB
Podle podkladů slovenského Ústavu pamäti národa byl agentem StB v letech 1974–1989 pod krycím jménem „Lotos“. Banáš tvrdí, že žádnou spolupráci nepodepsal a jeho podpis ve svazcích StB je zfalšovaný. Přes tříleté úsilí o vydání údajného podpisu na písmoznalecké zkoumání, Ústav paměti národa toto odmítl. Banáš proto podal v listopadu 2005 trestní oznámení Generální prokuratuře SK na neznámého pachatele za falšování úřední listiny.[zdroj⁠?!]

### Soukromý život
Jozef Banáš je ženatý a má dvě dcery, jednou z nich je moderátorka Adela Vinczeová.

## Literární dílo
- 1978 – Nebráňme vtákom lietať, TV inscenace, scénář
- 1979 – Čisté vody, TV inscenace
- 1982 – Mimoriadny rýchlik, TV inscenace, scénář
- 1983 – Kirchhoffov zákon, TV inscenace, scénář
- 1985 – Začiatok sezóny, filmový scénář
- 1990 – Tréning na štátnika, divadelní komedie
- 1996 – No Comment, divadelní komedie
- 2001 – Lepší ako včera, kniha povídek
- 2006 – Politicum tremens, alebo, Čo bolo, bolo! (spoluautor Bohumil Hanzel), humorná kniha o NR SR
- 2007 – Idioti v politike, recesistická kniha o politice
- 2007 – Delírium P., divadelní komedie
- 2008 – Zóna nadšenia : dramatický príbeh priateľstva a lásky 1968-2008, politický thriller (česky 2009 pod názvem Zóna nadšení : dramatický příběh přátelství a lásky (1968-2008); polsky 2011)
- 2009 – Zastavte Dubčeka! : príbeh človeka, ktorý prekážal mocným, román (česky 2011 pod názvem Zastavte Dubčeka! : příběh člověka, který překážel mocným)
- 2010 – Deň do večnosti, sbírka poezie (básně, bonmoty, epigramy)
- 2010 – Kód 9, román (česky 2011 pod názvem Kód 9 : tajemný příběh nesmrtelné lásky : ze Si-anu do Vatikánu)
- 2011 – Sezóna potkanov, román

Kromě literární tvorby se věnuje i politické publicistice a esejistice. Jeho eseje a úvahy o politice vycházejí i v zahraničních médiích.